# Hamden (Connecticut)
Hamden es un pueblo ubicado en el condado de New Haven en el estado estadounidense de Connecticut. En 2005 tenía una población de 58 180 habitantes y una densidad poblacional de 685 personas por km².

## Geografía
Ashford se encuentra ubicado en las coordenadas 41°23′52″N 72°55′18″O / 41.39778, -72.92167.

## Demografía
Según la Oficina del Censo en 2007 los ingresos medios por hogar en la localidad eran de $52 351 y los ingresos medios por familia eran $65 301. Los hombres tenían unos ingresos medios de $45 909 frente a los $35 941 para las mujeres. La renta per cápita para la localidad era de $26 039. Alrededor del 7,8% de la población estaba por debajo del umbral de pobreza.